# Nilson Chaves
Carlos Nilson Batista Chaves (Belém, 8 de novembro de 1951) é um instrumentista (violonista), cantor e compositor brasileiro.

## Biografia
Nilson Chaves, nasceu em Belém do Pará onde começou sua carreira participando de festivais de música e compondo para grupos de teatro locais. Por volta de 1975 decide mudar-se para o Rio de Janeiro, onde faz shows e continua compondo para grupos de teatro e dança locais. Tendo parceria com Luli e Lucina e Thereza Tinoco.
Em 1981, lançou o primeiro álbum “Dança de tudo” no formato vinil.
Eternizou-se em sua terra natal com canções como "Sabor Açaí", "Olho de Boto", "Olhando Belém'", "Não Vou Sair" e muitas outras. Sendo um dos cantores paraenses mais conceituados no mercado internacional, confessa seu orgulho de ser um artista genuinamente amazônico. Tem dois CDs lançados na Europa, já se apresentou em uma série de shows pela Alemanha e França. Já recebeu indicação ao Grammy Latino de 2000, com o álbum "Tempo Destino: 25 Anos Ao Vivo". Foi um dos grandes destaques do Fercapo (Festival Regional da Canção Popular) promovido em Cascavel (Paraná) pelo Tuiuti Esporte Clube, entre 1984 e 1986.
Em 1989, Nilson uniu-se ao poeta João Gomes e compôs “Sabor Açaí”, gravado no álbum homônimo, música considerada um hino da cultura paraense, que descreve a importância do açaí para a população amazônida e, em especial a marajoara. Eleita uma das "51 melhores músicas brasileiras de todos os tempos" conforme enquete da revista Bula.
Nilson Chaves tem parceiros por todo Brasil, dentre eles o compositor maranhense Jamil Damous, e construiu muitas amizades ao longo de 50 anos de existência que se traduzem em algo importante em sua vida.
Foi por saudades dos amigos que ele começou a cantar o Pará, à época em que morava no Rio de Janeiro. Daí a marca de suas músicas influenciada pelas misturas de ritmos paraenses e por colegas, também paraenses, nacionalmente conhecidos.
Foi Sebastião Tapajós, paraense conhecido internacionalmente, principalmente na Alemanha, quem lhe ensinou a aprimorar as técnicas de violão. Lenine, Chico César e Flávio Venturini o influenciaram também contribuindo para a sua formação musical e algumas de suas composições.
Gravou o LP "Abre Alas" (com Vital Lima), para o LP em homenagem a Chiquinha Gonzaga. Com Vital Lima realiza vários espetáculos em cidades brasileiras. Em 1985, lançou o álbum "Interior", feito em parceria com o cantor e compositor Vital Lima, via a gravadora VISOM, que se tornaria um grande sucesso da dupla no Norte do país. Em 1992, dividiu com Vital Lima a concepção e interpretação da obra do compositor amazônico Waldemar Henrique no LP 'Waldemar' que, relançado comercialmente em CD em 1994, foi considerado um dos dez melhores lançamentos do ano pela crítica do jornal 'O Globo' do Rio de Janeiro.(1)
A relação com a música começou cedo, quando seu pai era proprietário de uma aparelhagem de som que, além de embalar os bailes, servia para a divulgação de propagandas de trabalhos vindos diretos das gravadoras. Foi assim, acompanhando o pai, que Nilson descobriu João Gilberto, Nara Leão, Maysa, Dolores Duran, pessoas que influenciaram em sua arte.
Atualmente é presidente da Fundação Cultural do Pará Tancredo Neves (FCPTN).

## Discografia
| Ano  | Título                         | Álbum                            | Ref               |
| ---- | ------------------------------ | -------------------------------- | ----------------- |
| 1981 | Dança de Tudo                  | Dança de Tudo                    | [ 1 ] [ 2 ] [ 4 ] |
| 1981 | Amocariu                       | Dança de Tudo                    | [ 4 ]             |
| 1981 | Constelação                    | Dança de Tudo                    | [ 4 ]             |
| 1981 | Canção da vespera              | Dança de Tudo                    | [ 4 ]             |
| 1981 | Graviola                       | Dança de Tudo                    | [ 4 ]             |
| 1981 | Ave manhã                      | Dança de Tudo                    | [ 4 ]             |
| 1981 | Vagalume                       | Dança de Tudo                    | [ 4 ]             |
| 1981 | Sina de cigano                 | Dança de Tudo                    | [ 4 ]             |
| 1981 | Rastros                        | Dança de Tudo                    | [ 4 ]             |
| 1981 | São Judas Tadeu                | Dança de Tudo                    | [ 4 ]             |
| 1981 | Dança de tudo                  | Dança de Tudo                    | [ 4 ]             |
| 1981 | Namorada                       | Dança de Tudo                    | [ 4 ]             |
| 1981 | Devaneios                      | Dança de Tudo                    | [ 4 ]             |
| 1981 | Clara lucidez                  |                                  | [ 4 ]             |
| 1985 | Interior                       |                                  | [ 2 ]             |
| 1989 | Sabor Açaí                     | Sabor Açaí                       | [ 5 ]             |
| 1989 | Toca Tocantins                 | Sabor Açaí                       | [ 5 ]             |
| 1989 | Exportação Brasileira          | Sabor Açaí                       | [ 5 ]             |
| 1989 | Não vou sair                   | Sabor Açaí                       | [ 5 ]             |
| 1989 | Barum (Bacundê)                | Sabor Açaí                       | [ 5 ]             |
| 1989 | Lua Cheia                      | Sabor Açaí                       | [ 5 ]             |
| 1989 | Feliz                          | Sabor Açaí                       | [ 5 ]             |
| 1989 | Lua                            | Sabor Açaí                       | [ 5 ]             |
| 1989 | Luz de Lampião                 | Sabor Açaí                       | [ 5 ]             |
| 1990 | Amazônia                       |                                  | [ 2 ]             |
| 1991 | Em Dez Anos (Outros Brasis)    |                                  |                   |
| 1992 | Waldemar                       |                                  |                   |
| 1993 | Não Peguei o Ita               |                                  |                   |
| 1997 | Amazônia Brasileira            |                                  |                   |
| 2000 | Tudo Índio                     |                                  |                   |
| 2000 |                                |                                  |                   |
| 2001 | Gaia                           |                                  |                   |
| 2001 | Em Dez Anos II (Outros Brasis) |                                  |                   |
| 2004 | Longe perto                    | Tempo Destino (25 anos, ao vivo) | [ 6 ]             |
| 2004 | Amazônia                       | Tempo Destino                    | [ 6 ]             |
| 2004 | Tempodestino                   | Tempo Destino                    | [ 6 ]             |
| 2004 | toca tocantins                 | Tempo Destino                    | [ 6 ]             |
| 2004 | Destino marajoara              | Tempo Destino                    | [ 6 ]             |
| 2004 | Um bixo na ruas                | Tempo Destino                    | [ 6 ]             |
| 2004 | Não peguei o ITA               | Tempo Destino                    | [ 6 ]             |
| 2004 | Olhando Belém                  | Tempo Destino                    | [ 6 ]             |
| 2004 | Coração sonhador               | Tempo Destino                    | [ 6 ]             |
| 2004 | Amocariu                       | Tempo Destino                    | [ 6 ]             |
| 2004 | Não vou sair                   | Tempo Destino                    | [ 6 ]             |
| 2004 | Lua cheia                      | Tempo Destino                    | [ 6 ]             |
| 2004 | Vaga lume                      | Tempo Destino                    | [ 6 ]             |
| 2004 | alma menina                    | Tempo Destino                    | [ 6 ]             |
| 2004 | Olho de boto                   | Tempo Destino                    | [ 6 ]             |
| 2004 | Sabor açaí                     | Tempo Destino                    | [ 6 ]             |
| 2004 | Flor do destino                | Tempo Destino                    | [ 6 ]             |
| 2006 | Flor dágua                     | Maniva                           | [ 7 ]             |
| 2006 | Canção brasileira              | Maniva                           | [ 7 ]             |
| 2006 | Meu lumdú                      | Maniva                           | [ 7 ]             |
| 2006 | Você me guia                   | Maniva                           | [ 7 ]             |
| 2006 | Cantador aluado                | Maniva                           | [ 7 ]             |
| 2006 | Papoula                        | Maniva                           | [ 7 ]             |
| 2006 | Carimbó mordenista             | Maniva                           | [ 7 ]             |
| 2006 | Aurora                         | Maniva                           | [ 7 ]             |
| 2006 | Cabelo açaizal                 | Maniva                           | [ 7 ]             |
| 2006 | Belém beleza                   | Maniva                           | [ 7 ]             |
| 2006 | Sem segredo                    | Maniva                           | [ 7 ]             |
| 2006 | Círio no exílio                | Maniva                           | [ 7 ]             |
| 2006 | Desasosego                     | Maniva                           | [ 7 ]             |